# Герб Тяжинского муниципального округа
Герб муниципального образования Тяжи́нский муниципальный округ Кемеровской области – Кузбасса Российской Федерации — опознавательно-правовой знак, являющийся наряду с флагом Тяжинского муниципального округа официальным символом муниципального образования.
Ныне действующий герб утверждён решением Совета народных депутатов Тяжинского муниципального округа 29 октября 2020 года № 142 и внесён в Государственный геральдический регистр Российской Федерации.

## Описание
Геральдическое описание герба гласит:
В скошенном червленью и зеленью поле серебряный с золотой рукоятью меч остриём вниз накрест со сдвоенной нитью: верхняя нить золотая, нижняя серебряная; всё переплетено с положенным косвенно справа золотым хлебно-лавровым венком, перевязанным такой же лентой. Щит увенчан короной установленного образца.

## Символика
Обоснование символики герба Тяжинского муниципального округа:
Меч и венок, лежащие в зелёно-красном поле, символизируют собой славу местных жителей на хлебной ниве и ратном поле. Меч, кроме того, указывает на Н. И. Масалова, героический поступок которого запечатлён в монументе Воину-освободителю в Трептов-парке г. Берлина.
Двойная перевязь — знак автомобильной дороги и Транссибирской магистрали, играющих важную роль в жизни округа.